# South Hills (Montana)
South Hills es un lugar designado por el censo ubicado en el condado de Jefferson en el estado estadounidense de Montana. En el Censo de 2010 tenía una población de 517 habitantes y una densidad poblacional de 33,95 personas por km².

## Geografía
South Hills se encuentra ubicado en las coordenadas 46°33′23″N 111°59′52″O / 46.55639, -111.99778. Según la Oficina del Censo de los Estados Unidos, South Hills tiene una superficie total de 15.23 km², de la cual 15.23 km² corresponden a tierra firme y (0%) 0 km² es agua.

## Demografía
Según el censo de 2010, había 517 personas residiendo en South Hills. La densidad de población era de 33,95 hab./km². De los 517 habitantes, South Hills estaba compuesto por el 94.97% blancos, el 0% eran afroamericanos, el 0.19% eran amerindios, el 0.39% eran asiáticos, el 0% eran isleños del Pacífico, el 1.93% eran de otras razas y el 2.51% pertenecían a dos o más razas. Del total de la población el 3.29% eran hispanos o latinos de cualquier raza.